# Liste des cardinaux créés aux XIe, XIIe et XIIIe siècles

Cette liste couvre la période du Moyen Âge central.

## Cardinaux créés auXIesiècle
- Par Sylvestre II (999-1003) : 3 cardinaux dont papes Jean XVIII et Benoît VIII
- Par Jean XVII (1003) : 1 cardinal
- Par Jean XVIII (1003-1009) : 2 cardinaux dont pape Serge IV
- Par Serge IV (1009-1012) : 10 cardinaux
- Par Benoît VIII (1012-1024) : 21 cardinaux dont pape Grégoire VI
- Par Jean XIX (1024-1032) : 12 cardinaux
- Par Benoît IX (1032-1044) : 39 cardinaux
- Aucun cardinal créé par Sylvestre III (1045)
- Aucun cardinal créé par Benoît IX (1045)
- Par Grégoire VI (1045-1046) : 4 cardinaux
- Aucun cardinal créé par Clément II (1046-1047)
- Aucun cardinal créé par Benoît IX (1047-1048)
- Par Damase II (1048) : 1 cardinal
- Par Léon IX (1049-1054) : 26 cardinaux dont Étienne IX
- Par Victor II (1055-1057) : 5 cardinaux
- Par Étienne IX (1057-1058) : 13 cardinaux
- Par l'antipape Benoît X (1058-1059) : 1 cardinal
- Par Nicolas II (1058-1061) : 13 cardinaux
- Par Alexandre II (1061-1073) : 45 cardinaux
- Par Grégoire VII (1073-1085) : 31 cardinaux
- Par Victor III (1086-1087) : 1 cardinal
- Par Urbain II (1088-1099) : 71 cardinaux
- Au total : 297 cardinaux et 30 pseudo-cardinaux créés au XIe siècle.

## Cardinaux créés auXIIesiècle
- Par Pascal II (1099-1118) : 92 cardinaux
- Par Gélase II (1118-1119) : 3 cardinaux
- Par Calixte II (1119-1124) : 35 cardinaux
- Par Honorius II (1124-1130) : 27 cardinaux
- Par Innocent II (1130-1143) : 74 cardinaux
- Par l'antipape Anaclet II (1130-1138) : 8 pseudo-cardinaux
- Par Célestin II (1143-1144) : 14 cardinaux
- Par Lucius II (1144-1145) : 9 cardinaux dans 2 consistoires
- Par Eugène III (1145-1153) : 38 cardinaux dans 6 consistoires
- Aucun cardinal créé par Anastase IV (1153-1154)
- Par Adrien IV (1154-1159) : 23 cardinaux dans 6 consistoires
- Par Alexandre III (1159-1181) : 67 cardinaux
- Par l'antipape Victor IV (1159-1164) : 17 pseudo-cardinaux
- Par l'antipape Pascal III (1164-1168) : 10 pseudo-cardinaux
- Par l'antipape Calixte III (1168-1178) : 11 pseudo-cardinaux
- Aucun pseudo-cardinal créé par l'antipape Innocent III (1179-1180)
- Par Lucius III (1181-1185) : 17 cardinaux
- Par Urbain III (1185-1187) : 5 cardinaux
- Aucun cardinal créé par Grégoire VIII (1187)
- Par Clément III (1187-1191) : 30 cardinaux
- Par Célestin III (1191-1198) : 11 cardinaux en 4 consistoires
- Au total : 448 cardinaux et 46 pseudo-cardinaux créés au XIIe siècle.

## Cardinaux créés auXIIIesiècle
- Par Innocent III (1198-1216) : 41 cardinaux dans 10 consistoires
- Par Honorius III (1216-1227) : 9 cardinaux dans 6 consistoires
- Par Grégoire IX (1227-1241) : 16 cardinaux dans 5 consistoires
- Aucun cardinal créé par Célestin IV (1241)
- Par Innocent IV (1243-1254) : 15 cardinaux dans 2 consistoires
- Par Alexandre IV (1254-1261) : 2 cardinaux
- Par Urbain IV (1261-1264) : 14 cardinaux dans 2 consistoires
- Par Clément IV (1265-1268) : 1 cardinal
- Par Grégoire X (1271-1276) : 5 cardinaux dans 1 consistoire
- Aucun cardinal créé par Innocent V (1276)
- Aucun cardinal créé par Adrien V (1276)
- Aucun cardinal créé par Jean XXI (1276-1277)
- Par Nicolas III (1277-1280) : 9 cardinaux dans 1 consistoire
- Par Martin IV (1281-1285) : 7 cardinaux dans 1 consistoire
- Par Honorius IV (1285-1287) : 1 cardinal
- Par Nicolas IV (1288-1292) : 6 cardinaux dans 1 consistoire
- Par Célestin V (1194) : 13 cardinaux dans 1 consistoire
- Par Boniface VIII (1294-1303) : 15 cardinaux dans 5 consistoires
- Au total : 154 cardinaux créés au XIIIe siècle.